# Бенсхайм
Бенсхайм (на немски: Bensheim) град в Германия във федералната провинция Хесен и община Бергщрасе. Той е разположен по западните сколонове на планината Оденвалд и в източната част на Горнорейнската долина.

## Побратимени градове и Градове партньори
- 1960: Бон във Франция
- 1977: Амършам във Великобритания
- 1987: Мохач в Унгария
- 1989: Рива дел Гарда в Италия
- 1996: Клодзко в Полша
- 2002: Хостине в Чехия